# Rosenstockia rolandi-principis
Rosenstockia rolandi-principis là một loài thực vật có mạch trong họ Hymenophyllaceae. Loài này được (Rosenst.) Copel. miêu tả khoa học đầu tiên năm 1947.